# Gino Mäder
Gino Mäder, (Flawil, 4 de janeiro de 1997 – Coira, 16 de junho de 2023) foi um ciclista profissional suíço que militou nas fileiras do conjunto Dimension Data desde 2019.

## Títulos
2018
- 1 etapa da Ronde d'Isard
- 1 etapa do Tour de Alsacia
- 2 etapas do Tour de l'Avenir
- 1 etapa do Tour de Hainan[1]

## Morte
Durante a quinta etapa do Tour da Suíça, em 15 de junho de 2023, Mäder caiu em uma curva ao descer do ponto mais alto da etapa em Passo de Albula. O ciclista americano Magnus Sheffield, havia caído quase exatamente no mesmo local alguns minutos antes. Mäder foi encontrado inconsciente e submerso na água. Ele foi ressuscitado e levado de avião para um hospital em Coira. Mäder morreu devido aos ferimentos um dia depois.